# 1986年のスポーツ
1986年のスポーツ（1986ねんのスポーツ）では、1986年（昭和61年）のスポーツ関連の出来事についてまとめる。

## できごと
- 1月9日 - 日本プロ野球選手会、労働組合としての最初の大会を開催
- 3月 - 第1回国際スポーツ・フォア・オール会議、フランクフルトで開催
- 3月22日 - 全日空横浜サッカークラブ所属の6選手によるボイコット事件
- 4月1日 - 国際陸上競技連盟、男子用やりの規格を変更し、重心を先端方向に移動
- 4月21日 - ボストンマラソン、賞金レースとなる
- 5月7日 - 日本体育協会、新しいスポーツ憲章承認
- 6月7日 - 日本プロ野球・広島東洋カープの衣笠祥雄、2000試合連続出場達成
- 7月5日 - テニスのウィンブルドン選手権で、ボールの色が「白」から「黄」になる
- 7月12日～16日 - 第1回世界マスター水泳選手権開催
- 7月23日 - 日本相撲協会、吉田司家と絶縁
- 7月23日 - 北尾光司、横綱昇進
- 9月1日 - 世界選手権自転車競技大会プロ・スプリントで、中野浩一が10連覇達成
- 10月16日 - ラインホルト・メスナー、人類初の8000m峰14座酸素ボンベなし完全登頂達成

## 総合競技大会
- 第1回アジア冬季競技大会（札幌・3月1日～8日） - 日本の獲得メダル:金29、銀23、銅6
- 第1回グッドウィルゲームズ（モスクワ・7月5日～20日）
- 第2回アジア太平洋ろう者競技大会（京都・8月）
- 第10回アジア競技大会（ソウル・9月20日～10月5日） - 日本の獲得メダル:金58、銀76、銅77
- 第41回かいじ国体（冬季スケート・アイスホッケー - 山梨県・1月28日～31日、冬季スキー・バイアスロン - 北海道・2月20日～23日、夏季 - 山梨県・9月7日～10日）
天皇杯順位:優勝 山梨県、第2位 東京都、第3位 埼玉県
皇后杯順位:優勝 山梨県、第2位 東京都、第3位 愛知県

## アイスホッケー
- スタンレーカップ決勝（1985-1986シーズン）
モントリオール・カナディアンズ （4勝1敗） カルガリー・フレームス

## アメリカンフットボール

### NFL
- AFCチャンピオンシップゲーム（1月12日、マイアミ・オレンジボウル）
ニューイングランド・ペイトリオッツ 31 - 14 マイアミ・ドルフィンズ
- NFCチャンピオンシップゲーム（1月12日、ソルジャー・フィールド）
シカゴ・ベアーズ 24 - 0 ロサンゼルス・ラムズ
- 第20回スーパーボウル（1月25日、ルイジアナ州ルイジアナ・スーパードーム）
シカゴ・ベアーズ (NFC、初優勝) 46-10 ニューイングランド・ペイトリオッツ (AFC)

### 日本の大会
- 第39回ライスボウル(1月3日、国立霞ヶ丘競技場陸上競技場）
レナウンローバーズ(社会人代表) 45-42 関西学院大学ファイターズ(学生代表）
- 第41回毎日甲子園ボウル(12月13日、兵庫県西宮市・阪神甲子園球場）
京都大学ギャングスターズ(関西学生代表) 49-28 日本大学フェニックス(関東学生代表)

## 競馬

### 日本のGI競走
中央競馬
- 桜花賞（阪神・4月6日） 優勝：メジロラモーヌ、騎手：河内洋
- 皐月賞（中山・4月13日） 優勝：ダイナコスモス、騎手：岡部幸雄
- 天皇賞（春）（京都・4月29日） 優勝：クシロキング、騎手：岡部幸雄
- 安田記念（東京・5月11日) 優勝：ギャロップダイナ 騎手：柴崎勇
- 優駿牝馬（オークス）（東京・5月18日) 優勝：メジロラモーヌ、騎手：河内洋
- 東京優駿（日本ダービー）（東京・5月25日) 優勝：ダイナガリバー、騎手：増沢末夫
- 宝塚記念（阪神・6月1日) 優勝：パーシャンボーイ、 騎手：柴田政人
- 天皇賞（秋）（東京・10月26日） 優勝：サクラユタカオー、騎手：小島太
- エリザベス女王杯（京都・11月2日） 優勝：メジロラモーヌ、騎手：河内洋
- 菊花賞（京都・11月9日） 優勝：メジロデュレン、騎手：村本善之
- マイルチャンピオンシップ（京都・11月16日） 優勝：タカラスチール、騎手：田島良保
- ジャパンカップ（東京・11月23日） 優勝：ジュピターアイランド、騎手：パット・エデリー
- 朝日杯3歳ステークス（中山・12月14日） 優勝：メリーナイス、騎手：根本康広
- 阪神3歳ステークス（阪神・12月14日） 優勝：ゴールドシチー、騎手：本田優
- 有馬記念（中山・12月21日） 優勝：ダイナガリバー、騎手：増沢末夫

### 優駿賞
- 年度代表馬・最優秀4歳牡馬　ダイナガリバー
- 最優秀3歳牡馬　メリーナイス・ゴールドシチー
- 最優秀3歳牝馬　コーセイ・ドウカンジョー
- 最優秀4歳牝馬　メジロラモーヌ
- 最優秀5歳以上牡馬　サクラユタカオー
- 最優秀5歳以上牝馬　タカラスチール
- 最優秀スプリンター　ニッポーテイオー
- 最優秀父内国産馬　ミホシンザン
- 最優秀ダートホース　ライフタテヤマ
- 最優秀障害馬　ハッピールイス
- 最優秀アラブ　ミトモスイセイ

## ゴルフ

### 世界4大大会（男子）
- マスターズ優勝者：ジャック・ニクラス（アメリカ）
- 全米オープン優勝者：レイモンド・フロイド（アメリカ）
- 全英オープン優勝者：グレグ・ノーマン（オーストラリア）
- 全米プロゴルフ優勝者：ボブ・トウェイ（アメリカ）

ニクラウスのマスターズ6勝目は、彼のメジャー大会18勝目となる。これが“帝王”最後のメジャー大会優勝となった。この時“Jack is Back”（ジャック・イズ・バック ＝ ジャックが戻ってきた）の声がオーガスタ・ナショナル・ゴルフクラブを包んだ。全英オープンで、それまで数々の辛酸をなめてきたノーマンがついにメジャー大会初優勝。

### 世界4大大会（女子）
- ナビスコ・ダイナ・ショア大会優勝者：パット・ブラッドリー（アメリカ）
- 全米女子プロゴルフ優勝者：パット・ブラッドリー（アメリカ）
- 全米女子オープン優勝者：ジェーン・ゲッジズ（アメリカ）
- デュモーリエ・クラシック優勝者：パット・ブラッドリー（アメリカ）

ブラッドリーが年間3冠を獲得し、女子ゴルフ史上3人目の「キャリア・グランドスラム」を達成。とりわけデュモーリエ・クラシックでは決勝ラウンドで猛烈な追い上げを見せ、日本の岡本綾子とのプレーオフを制した。

### 日本
- 賞金王（男子）：中島常幸
- 賞金女王：涂阿玉

## サッカー
- ワールドカップメキシコ大会決勝
アルゼンチン 3-2 西ドイツ
- 天皇杯全日本サッカー選手権大会決勝
日産自動車 2-0 フジタ工業
- 日本サッカーリーグ
1部:第22回からそれまでの春秋シーズンから秋春シーズンに移行
2部優勝:住友金属

## 自転車競技

### トラックレース
- 世界選手権トラック競技（アメリカ・コロラドスプリングス）
プロ・スプリント優勝：中野浩一（10連覇）
プロ・ケイリン優勝：ミッシェル・バルタン

### ロードレース
- 第69回ジロ・デ・イタリア
総合優勝：ロベルト・ビセンティーニ（イタリア）
- 第73回ツール・ド・フランス
総合優勝：グレッグ・レモン（アメリカ）

## テニス

### グランドスラム
- 全仏オープン　男子単優勝：イワン・レンドル（チェコスロバキア）、女子単優勝：クリス・エバート・ロイド（アメリカ）
- ウィンブルドン　男子単優勝：ボリス・ベッカー（西ドイツ）、女子単優勝：マルチナ・ナブラチロワ（アメリカ）
- 全米オープン　男子単優勝：イワン・レンドル（チェコスロバキア）、女子単優勝：マルチナ・ナブラチロワ（アメリカ）

全豪オープンの新スタジアム建設の関係で、開催時期が1985年12月 → 1987年1月に変更されたため、本年度のテニス4大大会は3つのみ。
クリス・エバートが全仏オープン7勝目、4大大会通算18勝目を挙げる。全仏7勝は大会歴代1位記録。これが彼女の4大大会最後の優勝になった（当時はまだ夫の姓と併用していた）。ベッカーが18歳でウィンブルドン選手権2連覇を達成。

## プロレス
- プロレス大賞MVP:天龍源一郎（全日本プロレス）初受賞
- IWGPチャンピオンシリーズ（新日本プロレス）優勝：アントニオ猪木（3年連続）
- 世界最強タッグ決定リーグ戦（全日本プロレス） 優勝：ジャンボ鶴田&天龍源一郎「鶴竜コンビ」組

## モータースポーツ

### 世界
- F1世界選手権　
  - ドライバーズ:アラン・プロスト
  - コンストラクターズ:ウィリアムズ・ホンダ
- 世界ラリー選手権（WRC）
  - ドライバーズ:ユハ・カンクネン
  - メイクス:プジョー
- 世界スポーツプロトタイプカー選手権（WSPC）
  - ドライバーズ:デレック・ベル
  - チームズ:ブルン・モータースポーツ

### 日本
- 全日本F2選手権: 中嶋悟
- 鈴鹿F2選手権: 星野一義
- 富士GC: ジェフ・リース
- 全日本耐久選手権: 高橋国光
- 全日本ツーリングカー選手権: 鈴木亜久里

## ラグビー
- 第23回日本選手権決勝
慶應義塾大学 18-13 トヨタ自動車

## 誕生
- 1月1日 - 吉良俊則（大分県、野球）
- 1月4日 - ジェイムズ・ミルナー（イングランド、サッカー）
- 1月12日 - 村田諒太（奈良県、ボクシング）
- 1月25日 - 荒波翔（神奈川県、野球）
- 1月31日 - 秋本啓之（熊本県、柔道）
- 2月2日 - 浅尾美和（三重県、ビーチバレー）
- 2月19日 - 萬代宏樹（宮城県、サッカー）
- 2月22日 - 青山敏弘（岡山県、サッカー）
- 2月28日 - 篠崎元志（福岡県、競艇）
- 3月1日 - 五郎丸歩（福岡県、ラグビー）
- 3月7日 - 宇野弥生（千葉県、競艇）
- 3月15日 - 上尾野辺めぐみ（神奈川県、サッカー）
- 3月16日 - 髙橋大輔（岡山県、フィギュアスケート）
- 3月17日 - 藤岡佑介（滋賀県、競馬）
- 3月17日 - エディン・ジェコ（ボスニア・ヘルツェゴビナ、サッカー）
- 3月25日 - 川野芽唯（福岡県、競艇）
- 4月1日 - 中村友梨香（兵庫県、マラソン）
- 4月8日 - フェリックス・ヘルナンデス（ベネズエラ、野球）
- 4月16日 - 岡崎慎司（兵庫県、サッカー）
- 4月20日 - エロール・ジマーマン（オランダ、キックボクシング）
- 4月22日 - マーショーン・リンチ（アメリカ、アメリカンフットボール）
- 4月23日 - スベン・クラマー（オランダ、スピードスケート）
- 4月27日 - ディナラ・サフィナ（ロシア、テニス）
- 4月28日 - 中林洋次（神奈川県、サッカー）
- 4月30日 - 張楠（中国、体操）
- 5月11日 - 高基玄（韓国、ショートトラック）
- 5月16日 - 佐藤剛士（秋田県、野球）
- 5月22日 - ジュリアン・エデルマン（アメリカ、アメリカンフットボール）
- 5月24日 - 木村正太（岩手県、野球）
- 5月26日 - 小平奈緒（長野県、ショートトラック）
- 6月1日 - 飯倉大樹（青森県、サッカー）
- 6月3日 - ラファエル・ナダル（スペイン、テニス）
- 6月6日 - 田澤純一（神奈川県、野球）
- 6月10日 - 細貝萌（群馬県、サッカー）
- 6月10日 - 本橋麻里（北海道、カーリング）
- 6月11日 - 藤森由香（長野県、スノーボード）
- 6月12日 - スタニスラワ・コマロワ（ロシア、水泳）
- 6月13日 - 家長昭博（京都府、サッカー）
- 6月13日 - 本田圭佑（大阪府、サッカー）
- 6月15日 - 上田桃子（熊本県、ゴルフ）
- 6月18日 - 西川周作（大分県、サッカー）
- 6月21日 - 涌井秀章（千葉県、野球）
- 6月24日 - シルビア・ミテバ（ブルガリア、新体操）
- 7月3日 - 稀勢の里寛（茨城県、相撲）
- 7月10日 - 石川雄洋（静岡県、野球）
- 7月11日 - 東野峻（茨城県、野球）
- 7月16日 - 諸見里しのぶ（沖縄県、ゴルフ）
- 7月18日 - 青山直晃（愛知県、サッカー）
- 7月31日 - 興梠慎三（宮崎県、サッカー）
- 8月2日 - 髙萩洋次郎（福島県、サッカー）
- 8月5日 - ポーラ・クリーマー（アメリカ、ゴルフ）
- 8月5日 - 米満達弘（山梨県、レスリング）
- 8月7日 - 榎田大樹（鹿児島県、野球）
- 8月10日 - 渡邉千真（長崎県、サッカー）
- 8月11日 - 清水邦広（福井県、バレーボール）
- 8月13日 - 山口麻美（東京都、サッカー）
- 8月16日 - ダルビッシュ有（大阪府、野球）
- 8月19日 - 木村沙織（東京都、バレーボール）
- 8月21日 - ウサイン・ボルト（ジャマイカ、陸上競技）
- 8月24日 - ニック・エイデンハート（アメリカ、野球、+2009年）
- 9月3日 - ショーン・ホワイト（アメリカ、スノーボード）
- 9月4日 - 海堀あゆみ（京都府、サッカー）
- 9月11日 - 玉置隆（和歌山県、野球）
- 9月12日 - 長友佑都（愛媛県、サッカー）
- 9月13日 - 小林可夢偉（兵庫県、レーシングドライバー）
- 9月14日 - 髙柳一誠（神奈川県、サッカー）
- 9月15日 - 豊田奈夕葉（神奈川県、サッカー）
- 9月19日 - 美馬学（茨城県、野球）
- 10月9日 - ロール・マナドゥ（フランス、水泳）
- 10月11日 - 竹澤健介（兵庫県、陸上競技）
- 10月14日 - 岩清水梓（岩手県、サッカー）
- 10月17日 - 定岡卓摩（福岡県、野球）
- 10月31日 - 江川智晃（三重県、野球）
- 11月5日 - カスパー・シュマイケル（デンマーク、サッカー）
- 11月10日 - サムエル・ワンジル（ケニア、陸上競技、+2011年）
- 11月11日 - マーク・サンチェス（アメリカ、アメリカンフットボール）
- 11月14日 - 片岡安祐美（熊本県、野球）
- 11月16日 - 枝村匠馬（静岡県、サッカー）
- 11月17日 - 亀田興毅（大阪府、ボクシング）
- 11月26日 - 太田由希奈（京都府、フィギュアスケート）
- 12月15日 - 青木沙弥佳（岐阜県、陸上競技）
- 12月19日 - 石井慧（大阪府、格闘家）
- 12月25日 - メクボ・ジョブ・モグス（ケニア、陸上競技）
- 12月27日 - トーラ・ブライト（オーストラリア、スノーボード）

## 死去
- 1月1日 - アルフレッド・ビンダ（イタリア、自転車競技、*1902年）
- 1月5日 - イルマリ・サルミネン（フィンランド、陸上競技、*1902年）
- 1月10日 - 猪谷六合雄（群馬県、アルペンスキー、*1890年）
- 1月13日 - 嘉納履正（東京都、柔道、*1900年）
- 1月24日 - フローラ・ハイマン（アメリカ、バレーボール、*1954年）
- 2月7日 - 藤井勇（鳥取県、野球、*1916年）
- 2月21日 - 松木謙治郎（福井県、野球、*1909年）
- 3月30日 - 鈴木竜二（東京都、野球、*1896年）
- 5月7日 - ヘルマ・プランク＝サボー（オーストリア、フィギュアスケート、*1902年）
- 7月18日 - スタンリー・ローズ（イギリス、サッカー、*1895年）
- 7月24日 - 鶴田義行（鹿児島県、水泳、*1903年）
- 8月8日 - 野本喜一郎（埼玉県、野球、*1922年）
- 8月9日 - ジェフ・シェーレン（ベルギー、自転車競技、*1909年）
- 8月10日 - チャック・マッキンリー（アメリカ、テニス、*1941年）
- 9月4日 - ハンク・グリーンバーグ（アメリカ、野球、*1911年）
- 9月22日 - ヨージェフ・アシュボード（ハンガリー、テニス、*1917年）
- 9月26日 - 寺田登（静岡県、水泳、*1917年）
- 10月26日 - ジャクソン・ショルツ（アメリカ、陸上競技、*1897年）
- 11月22日 - ディニー・ペイルズ（オーストラリア、テニス、*1921年）
- 12月3日 - 武田文吾（北海道、競馬、*1907年）